# César Campodónico
César Campodónico (* 7. August 1929 in Montevideo, Uruguay; † 10. April 2005) war ein uruguayischer Theaterregisseur,  Schauspieler und Dozent.

## Leben
Campodónico nahm von 1947 bis 1949 Schauspielunterricht am Teatro del Pueblo. 1949 war er Mitbegründer des Teatro El Galpón, dessen Direktorium er später auch viele Jahre angehörte und an dessen Schauspielschule er ebenso lehrte, wie an anderen Schauspielschulen des amerikanischen Kontinents. Von 1955 bis 1956 vertiefte er seine Ausbildung an der Accademia d'Arte Drammatica „Silvio D'Amico“ in Rom. 1964 ging er ans Théâtre National Populaire (T.N.P.) in Frankreich und studierte an der Sorbonne. Während der zivil-militärischen Diktatur ging Campodónico 1976 zunächst ins Exil nach Buenos Aires, 1977 dann nach Mexiko. Dort blieb er bis 1984.
Als Regisseur arbeitete Campodónico in Uruguay, Mexiko, El Salvador und Kolumbien. Zu seinen Inszenierungen zählten Stücke wie El tío Vania, Las brujas de Salem oder La segura manos de Dios. Gemeinsam mit Atahualpa del Cioppo brachte er Artigas, General del Pueblo auf die Bühne. ¿Quién le teme a Virginia Wolff? führte er mit dem Kolumbianischen Nationaltheater auf.

## Auszeichnungen
In Bogotá erhielt er von der dortigen Stadtverwaltung (Alcaldía) den Verdienstorden (Orden al Mérito). Seit 2007 trägt mit dem Sala „César Campodónico“ ein Saal des Teatro El Galpón seinen Namen.